# Einmal ist nicht genug
Einmal ist nicht genug ist ein US-amerikanischer Spielfilm aus dem Jahr 1975. Regie führte Guy Green, das Drehbuch schrieb Julius J. Epstein nach der Novelle Once Is Not Enough von Jacqueline Susann. In den Hauptrollen sind Kirk Douglas, Alexis Smith (in ihrem ersten Film nach 16 Jahren), David Janssen, George Hamilton, Brenda Vaccaro, Melina Mercouri und Deborah Raffin zu sehen.
Die Kinopremiere fand am 18. Juni 1975 in New York statt. In deutschen Kinos lief der Film erstmals ab dem 31. Oktober 1975.

## Handlung
Mike Wayne ist ein Filmproduzent mittleren Alters, dessen Karriere ins Stocken geraten ist. Er versucht alles, um ein neues Hollywoodprojekt an Land zu ziehen. Er ist einen verschwenderischen Lebensstil gewöhnt und verwöhnt seine Tochter January. Er finanziert ihr eine teure Ausbildung in Europa und alles, was man für Geld bekommen kann. January himmelt ihren Vater an und kehrt zu ihm nach Amerika zurück, um wieder bei ihm zu sein.
Mike braucht dringend Geld und geht deshalb eine lieblose Ehe mit Deidre Milford Granger ein, einer der reichsten Frauen der Welt. Sie hat bereits mehrere Ehen hinter sich und verlangt, dass die Dinge nach ihrem Willen geschehen. Außerdem hat sie eine heimliche, lesbische Affäre. January ist am Boden zerstört, als sie erfährt, dass Mike jetzt mit dieser unmöglichen Frau verheiratet ist. Deidre versucht January mit ihrem Cousin David Milford, einem Frauenheld, zu verkuppeln. Schließlich landet David mit January im Bett und muss feststellen, dass sie noch Jungfrau ist.
January weiß nicht, was sie mit ihrem Leben anfangen soll. Linda Riggs, eine alte Freundin und Herausgeberin einer Zeitschrift, rät ihr, ein Buch zu verfassen. Linda genießt ein freigeistiges Leben mit vielen Liebhabern und fordert January auf, es ihr gleichzutun. Aufgrund ihres Vater-Komplexes verliebt sich January in den viel älteren Tom Colt, einen trinkfesten, impotenten Autor, der ein Konkurrent ihres Vaters ist. Mike ärgert sich bitter über die Angelegenheit. Er schlägt Colt, als er January mit ihm in einem Hotelbungalow in Beverly Hills erwischt. Mike stellt seine Tochter vor die Wahl, sich zwischen ihm und Colt zu entscheiden.
Mike will sich scheiden lassen, da Deidres Forderungen und Beleidigungen ihm zu viel werden. Sie ist einverstanden. Später sterben beide bei einem Flugzeugabsturz. Die am Boden zerstörte January will sich von Tom Colt trösten lassen. Doch dieser wendet sich ab.

## Hintergrund
Die Buchvorlage von 1973 war das letzte Werk der an Krebs gestorbenen Autorin. Mit einem Budget von 7,8 Millionen Dollar spielte der Film 15,7 Millionen Dollar ein.

## Kritik
Das Lexikon des internationalen Films urteilte, der Film sei mit „Geschmack und handwerklichem Schliff“ inszeniert, habe aber auch „kolportagehaften Beigeschmack“.

## Auszeichnungen
Brenda Vaccaro war für den Oscar als Beste Nebendarstellerin nominiert und gewann den Golden Globe Award für die Beste Nebendarstellerin.